# Hyposmocoma subcitrella
Hyposmocoma subcitrella là một loài bướm đêm thuộc họ Cosmopterigidae. Nó là loài đặc hữu của Kauai. Loài địa phương ở Kaholuamano, nơi nó được tim thấy ở độ cao 4,000 feet.
Ấu trùng có thể ăn lichens on the bark of Cheirodendron và Metrosideros.